# Брахилептура плямистовуса
Марунка плямовуса (лат. Paracorymbia maculicornis, (Degeer, 1775)) — рід жуків з родини Скрипунових.
Синоніми: Brachyleptura maculicornis var. carlitensis Villiers, 1978; Corymbia maculicornis (DeGeer) Sama1988; Leptura maculosa Gmelin, 1790; Stictoleptura maculicornis (DeGeer) Sama, 2002).

## Поширення
B. maculicornis – європейський елемент європейського зоогеографічного комплексу. Розповсюджений по всій Європі, де є звичайним. У Карпатському регіоні – це звичайний, часто масовий і широко розповсюджений вид.

## Екологія
Літ комах спостерігається з початку червня і триває до вересня, з максимумом у першій половині липня. У передгірній частині Карпат виліт розпочинається в травні і триває до липня. Імаго можна зустріти на квітах: арункуса звичайного, гадючника в’язолистого, арніки гірської (Arnica montana L.), пухироплідника калинолистого (Physocarpus opulifolia L.), свидини (Svida alba), таволги середньої та ін. Личинка розвивається у мертвій деревині листяних порід дерев.

## Морфологія

### Імаго
Дорослі комахи невеликі. Розмір тіла 12-15 мм. Загальне забарвлення тіла чорне з буро-жовтими надкрилами. Надкрила часто затемнені з боків та на вершинах. Вусики, розпочинаючи з третього, при основі зі світлими кільцями.

## Життєвий цикл
Життєвий цикл триває 2-3 роки.